# Thomas Morosini
 (décembre 2020).
Si vous disposez d'ouvrages ou d'articles de référence ou si vous connaissez des sites web de qualité traitant du thème abordé ici, merci de compléter l'article en donnant les références utiles à sa vérifiabilité et en les liant à la section « Notes et références ».
Thomas Morosini (Tommaso Morosini) est le premier patriarche latin de Constantinople, de 1204 à sa mort en juillet 1211. Morosini, alors sous-diacre, fut élu patriarche par les Vénitiens immédiatement après le sac de Constantinople par la quatrième croisade et l'établissement de l'Empire latin. Son élection fut initialement contestée comme non canonique par le pape Innocent III mais il laissera quand même la totalité des pouvoirs à Morosini sans lui accorder son titre. L’année suivante, soit en 1205, le pape lui accordera finalement le titre de patriarche qu'il aura jusqu'à sa mort en 1211.

## Éducation
Il reçoit une éducation à Saint-Marc, Bologne. Il est possible qu’il soit le fils ou le petit-fils du Doge Domenico Morosini. Comme marque de respect, il est promu comme sous-diacre papal. Un historien contemporain le dépeint comme un homme très gros, rasé de près, vêtu d'un vêtement moulant.

## Quatrième Croisade et ses résultats
À la suite de son élection en l’an 1198, le pape Innocent fait appel à une quatrième croisade en terre sainte. Certains répondront à cet appel et envoyèrent leurs représentants comme Geoffroi de Villehardouin. À la réticence de l’Europe entière, il est finalement conclu qu’il fallait créer une armée de croisés par la fin d’un tournoi se déroulant à Écry en 1199. À cette époque, Venise était devenu la puissance maritime de la Méditerranée et donc, elle servira de point de transport initial pour les troupes. En l’an 1202, il s’avère que les croisés se réuniront à Venise pour partir, mais ceux-ci ne seront pas autant qu’ils l’auraient espéré. Ce qui deviendra un problème lorsque le Doge de Venise, Enrico Dandolo, demandera de payer la somme convenue pour le transport, soit 85 000 marcs d’argent, et que les croisés ne pourront en amasser que 51 000. Dandolo acceptera de les laisser passer s’ils acceptent à leur tour de reprendre le port de Zara en Hongrie. Le territoire auquel appartenait ce port était sous contrôle du roi de Hongrie, Émeric, qui était au même moment sous protection pontificale.
Il faut aussi mentionner que la population du port était catholique et donc les croisés n’avaient aucune raison de s’en prendre à eux, ce qui poussa nombre d’entre eux à retourner d’où ils venaient. Le sac du port se fit tout de même lors du voyage et ainsi, le pape Innocent III entreprendra d’excommunier les Vénitiens et les croisés. Au cours de cette quatrième croisade, les croisés arriveront au mur de Constantinople et demanderont à l’empereur Alexis IV de payer ses comptes à ceux-ci. Plusieurs problèmes surviendront notamment, l’empereur n’avait pas les fonds pour payer les croisés et il renégociera les termes avec les croisés pour les engager pour six autres mois. À la fin de cet engagement, l’empereur ne pourra toujours pas payer les croisés et, à la suite de négociations qui échoueront, les croisés pilleront et saccageront Constantinople pour payer cette dette.
À cette fin, il y aura une guerre politique de laquelle sortira un nouvel empereur, Alexis V ou Alexis Doukas, ce qui deviendra un problème pour les croisés et les Vénitiens, qui ne seront pas contents du meurtre de leur contracteur et encore une fois saccageront la ville de Constantinople. La fin de cette croisade sera marquée par le traité Partitio terrarum imperii Romaniae qui partagera une bonne partie de l’empire byzantin et verra la création de l’Empire latin de Constantinople.
Les prédécesseurs d'Innocent III avaient généralement nié la prétention de Constantinople au statut de patriarcat. Maintenant que la capitale byzantine se trouvait aux mains des Occidentaux, le pape approuva le concept grec des cinq patriarcats et associa Constantinople à l'activité de l'apôtre Jean.

## Les affaires grecques[3]
Les contacts entre Grecs et Latins, déjà présents, et maintenant accentués par le traité  Partitio terrarum imperii Romaniae, n'ont cependant pas eu d'incidence sur l'attitude profondément ancrée de la majeure partie de la population grecque de la Romanie latine envers les Latins, largement influencée par l'appartenance religieuse et les évolutions ecclésiastiques. Peu de Grecs rejoignirent l'Église romaine au XIIIe siècle, la plupart restant au sein de leur propre communauté religieuse. Les conquérants latins de Constantinople humilièrent d'abord les Grecs en profanant leurs sanctuaires et en saisissant leurs reliques, dont beaucoup furent transférées en Occident.
L'Église grecque de Romanie latine fut bientôt soumise à l'autorité papale et sa structure fut réorganisée sur le modèle de la colonisation présent en Italie du Sud et en Sicile, ce qui permit le maintien de l'Église grecque partout où les Grecs constituaient la majorité de la population. Cette Église perdit peu à peu ses évêques et plusieurs de ses institutions monastiques au profit de l'Église latine. En outre, les conquérants confisquèrent une grande partie de ses vastes propriétés foncières. L'activité croissante des Franciscains et des Dominicains à partir des années 1220 accentua la pression sur l'Église grecque de Romanie latine. Néanmoins, cette Église fit preuve d'une vitalité considérable, illustrée par sa présence et son activité continues parmi les Grecs, surtout dans les zones rurales où l'Église latine resta largement absente.
Dès les premières années qui suivirent la conquête, le clergé grec se tourna vers le siège patriarcal de Nicée et vers le clergé d’Épire pour trouver soutien et inspiration. En retour, le clergé transmit aux Grecs de la Romanie latine, l’opposition théologique résolue de l’Église byzantine à la papauté, alimentant leur opposition au pouvoir laïc latin et à la suprématie ecclésiastique romaine. Il devint ainsi le centre et le promoteur de la conscience ethnique et de l’identité collective grecques. Son rôle à cet égard fut particulièrement important dans des régions telles que la principauté d’Achaïe, où les archontes refusèrent de s’opposer aux Francs. L’animosité grecque envers les conquérants et leurs successeurs contribua à l’effondrement de l’empire latin, mais ailleurs elle eut des effets pratiques limités. Le sentiment permanent d’aliénation  ressenti par les Grecs et leur affinité pour Byzance furent décrits par le Vénitien Marino Sanudo vers 1330, plus d’un siècle après la conquête latine :
« Bien que ces lieux soient soumis à la domination des Francs et obéissants à l'Église romaine, néanmoins presque toute la population est grecque et est encline à cette secte [c'est-à-dire l'Église orthodoxe orientale], et leurs cœurs sont tournés vers les affaires grecques, et quand ils peuvent le montrer librement, ils le font. »

## Ascension au pouvoir
À la suite de cette croisade, vint l’établissement de la nouvelle administration pour ce nouvel empire. C'était le rôle d’une commission de seigneurs français et vénitiens de distribuer les fiefs et les dignités. L’empereur fut donc choisi pour être un représentant français et l’empereur Baudouin fut élu premier roi français de Constantinople. Il allait de soi que si on avait choisi un représentant français pour être empereur, il fallait donc choisir un représentant vénitien comme patriarche. On élit Thomas Morosini, simple sous-diacre qui n’avait jusque là que travailler dans les affaires de la République Vénitienne, en mai 1204. Il fut aussi décrit qu’à l’avenir, il ne pourrait y avoir que des Vénitiens pour être élu au chapitre cathédral, ce qui était présomptueux de leur part car ils étaient toujours excommuniés et donc, le pape rendra nul ces engagements et refusera que Morosini ne les endosse.
Le Doge de Venise envoya une lettre au pape dans laquelle il écrivit que son peuple était innocent et demandait que l’excommunication soit levée à la suite de leurs efforts considérables envers Dieu et l’Église romaine. Le pape accepta, mais il prendra son temps pour le faire. Le Doge aurait fait consacrer en succession Morosini de diacre à prêtre pour ensuite devenir patriarche. Malgré le fait qu’il resta en office durant ce temps, Morosini ne sera reconnu par Innocent III qu’un an après avoir été élu pour qu’il n’ait pas à reconnaître la légitimité du chapitre cathédral.
En novembre 1204, Innocent III ordonnera au clergé latin de remplacer les positions des prêtres grecs qui se sont enfuis et d’élire quelqu’un pour présider au-dessus d’eux, comme si Morosini n’avait jamais été élu. En janvier 1205, le pape écrira au clergé de Constantinople et au Doge que l’élection de Morosini avait été refusé auparavant parce que les Vénitiens n’avaient pas le droit, mais qu’à la suite d’une réflexion, ses soucis pour la cause de la croisade, pour établir un nouvel ordre d’empire latin et pour l’union des églises, il avait accepté la position de Morosini. Le plus gros problème auquel Morosini aurait à faire face durant sa carrière serait le fait qu’il était Vénitien. Dès le départ, il était dit qu’il serait partial envers Venise ce qui attirait l’attention non seulement du pape, mais aussi de l’empereur latin et du clergé de Constantinople. La faute en revenait en partie au pape. Lors de son départ de Venise pour Constantinople, Morosini se fera mettre à la tête d’une escorte de bateaux vénitiens, ce qui ne faisait que renforcer l’idée de ses ambitions. Ceci deviendra encore plus compliqué lorsque les Vénitiens, qui ont probablement entendu le plan du pape, mettront en place la condition que le clergé Latin de Sainte-Sophie doit être choisi pour son mérite ce qui fera apparaître la rumeur que Sainte-Sophie deviendrait hors du contrôle de Venise. Cette impossibilité de prouver son allégeance deviendra le catalyseur de son temps comme patriarche. Il confessa de n’avoir presque pas pu quitter Venise pour se rendre à Constantinople, car sachant que les autorités seraient parties sans lui, les créanciers ne lui permettront pas de pouvoir s’approvisionner dans sa fortune.
À son arrivée à Constantinople au milieu de l'été 1205, Thomas rencontra de sérieux problèmes : la résistance du clergé grec, le refus des croisés français de reconnaître sa position, l'attitude hostile de l'empereur latin et l'avidité des Vénitiens. Le caractère colérique de Thomas ne fit qu'aggraver la situation. Il ne parvint pas à se réconcilier avec les Grecs et interrompit temporairement les services religieux grecs à Constantinople lorsque les prêtres orthodoxes décidèrent d’omettre son nom de leurs prières ; la plupart des évêques grecs refusant de lui obéir. Le pape tenta d'utiliser Thomas dans les intérêts de la papauté, le jouant contre tous les partis, lui accordant divers privilèges superficiels tout en le rabaissant en même temps.
Le conflit le plus violent concernait le serment de Thomas d'admettre uniquement des chanoines vénitiens au chapitre de la cathédrale et de ne promouvoir que des Vénitiens comme archevêques ; le pape le fit renoncer à son engagement le 15 décembre 1208. Le patriarche se querella également avec le podestat vénitien au sujet de la possession de l'icône de l'Hodegetria. Le patriarche fut accusé par les Français d'avoir détourné d'énormes sommes (100 000 marks) du trésor de Sainte-Sophie ; il reconnut avoir pris 18 000 marks. Il se querella avec les Français et l'empereur Henri de Flandres au sujet de la juridiction sur les églises conventuelles. Sa politique contribua au déclin du respect pour l'Église latine dans l'empire conquis.

## L’empereur Baudouin de Flandres
En l’an 1204, Baudouin de Flandres et de Hainaut sera élu empereur de Constantinople et sera attribué le titre de Baudouin de Constantinople. En 1205, le roi des Bulgares, après avoir décimer la région de Constantinople, entreprendra de marcher vers Andrinople et Didymotique. Durant l’affrontement qui suivit, Baudouin sera tué. En fait, encore aujourd’hui, les circonstances de sa mort son fortement débattues. Un des récits racontent qu’il aurait été jeté dans une prison du roi bulgares et que la reine de celui-ci aurait été prise d’une affection envers lui. Il sera amené à un à buffet du roi où celui-ci le coupera d’un coup de sabre et le jettera dans un fossé destiné aux animaux morts où il périra. Son frère Henri se verra proclamer le prochain empereur de Constantinople et sera couronné par Thomas Morosini.

## Changement dioclétien de l’empire
Avant même l’an 1204, Morosini avait noté le nombre exorbitant d’évêchés et avait proposé de réduire ce nombre. Le pape avait fait remarquer l’intangibilité du système de diocèse et avait donc été à l’encontre de cette idée, mais il acceptera plus tard cette décision et assignera des diocèses libres à des évêchés voisins de ceux-ci. Le pape aurait voulu que ceci ne soit appliqué que pour des exceptions, mais très vite, le nombre de cas se multipliera et on verra même un diocèse se séparer entre deux évêchés de sorte que la carte des diocèses changera durant l’Empire latin. Le patriarche aurait voulu voir destituer les évêques qui ne prendront office puisque plusieurs d’entre eux s’enfuiront vers l’Ouest en emportant avec eux des reliques religieuses, le pape lui proposera de prendre patience à cet égard même si la liste épiscopale le trahira au départ.

## Les années 1206 à 1209
Avec l’aide de l’empereur Henri, le patriarche optera à l’adoption d’un concordat pour récompenser l’église des domaines qu’elles possédaient sous la domination territoriale grecque. On leur promettra, en dehors des murs de Constantinople, la quinzième partie de tous les domaines et revenus. Tous les monastères de la ville seront sous le contrôle de Morosini et n’auront aucun cloître fortifier sans le consentement du Patriarche ou de l’évêque diocésain. L’église jouira aussi du droit d’asile et recevront leur quinzième des conquêtes avant tout autre distribution. Ce concordat sera passé en mars 1206 et sera accepté par le pape en août de la même année. Les laïcs latins devront payer la dîme et les Grecs seront invités à faire de même puisqu’ils n’ont jamais été sous obligation de le faire. Ceci indique qu’on ne faisait le prélèvement que si la terre était sous dominance d’un seigneur latin. Le pape Innocent III fera mention de ceci à travers plusieurs actes pontificaux comme en 1208 où il les invitera à payer la dîme sous prétexte que chaque chrétien doit payer en droit à Dieu et 1209, il demanda au patriarche de Constantinople de les contraindre à la payer, sinon ils seront exposés à la censure ecclésiastique. Les relations entre le patriarche et le pape ne cessèrent d'empirer durant les années suivantes.
Thomas Morosini fit plusieurs plaintes à celui-ci et plusieurs demandes. L’une d’entre elles étaient que les donations du légat Pierre de Capoue soient nulles sans le consentement du Saint-Siège et du clergé Saint-Sophie ce qui sera refuser par Innocent III puisqu’il affirme que Pierre ne l’aura fait que pour l’utilité de l’Église et qu’il ait remis le tout sous la protection du Saint-Siège. Le patriarche demandera la soumission de toutes les églises qui ne reconnaissent pas les patriarches avant la prise de Constantinople, ce qui est encore une fois refusé par le pape puisqu’il ne le fera sous préjudice contre eux et que s’il veut continuer son droit contre eux, il le fera avec justice. Morosini sera pris aux mains avec un problème des évêques de Roumanie où certains d’entre eux lui refusent l’obéissance et s’absentent de leurs diocèses pour plusieurs mois. Innocent répondra qu’il faut leur donner trois chances et au bout de celles-ci, le légat Benoit les interdira de leurs fonctions. Lorsque Morosini demandera la permission de réduire le nombre d’évêchés, le pape n’accordera se droit qu’au légat Benoit, si la nécessité de l’action le demande, et seulement avec le consentement du patriarche. Finalement, il demandera comment doit-il régler les évêchés qui sont soient complètement Grecs, soient mêlés avec les Latins. Innocent répondra qu’il optera pour des évêques grecques dans le premier et qu’il préférera les Latins dans le deuxième. Il accordera le droit au patriarche de récompenser ceux qui seront pourvus d’une dignité ecclésiastique. Le pape finira par ajouter qu’il ne devra recevoir les clercs étrangers et de ne pas les promouvoir aux ordres supérieurs à moins qu’ils ne le soient ordonnés canoniquement, que s’il ne peut ramener les Grecs aux rites latins, de les laisser faire jusqu’à ce que le Saint-Siège l’ordonne autrement et qu’il ne donnera des monastères à des Grecs et des clercs séculiers tant qu’ils ne seront occupés que par des réguliers, soient Grecs ou Latins. Pour en finir, il y eut les appellations du pape que Thomas Morosini fera prier de modérer et que celui-ci le permettra s’ils n’excèdent pas dix marcs d’argent. Innocent fera aussi obliger les Vénitiens qui demeurent à Constantinople de payer la dîme.
Il est à noter que Morosini enverra une lettre au pape autour de 1206 dans laquelle il révèlera les difficultés de sa position patriarchale. Son autorité et sa juridiction étaient attaquées de tous bords tous côtés. Sa position l’avait mis dans la mire de tous dans l’empire latin ce qui lui attribua sa réputation. Le seul pouvoir qu’il était bien sûr de posséder était le couronnement de l’empereur qu’on vit lorsqu’on couronnera l’empereur Henri.
Son mandat fut troublé et diminua le prestige de l'Église latine. Ses relations avec la cour de l'empereur latin Henri de Flandre furent tendues en raison de questions de juridiction, d'accusations de détournement de fonds du trésor de Sainte-Sophie et surtout en raison de la promotion exclusive du clergé vénitien à des fonctions ecclésiastiques supérieures par Morosini. Il échoua également à réconcilier les Grecs byzantins orthodoxes, tant le clergé que le peuple, avec le pouvoir catholique ; au lieu de cela, ils transférèrent leur allégeance à l'Empire de Nicée. Après sa mort en 1211, le siège de patriarche restera vacant jusqu'à l'élection en novembre 1215 de l'évêque Gervasius (Gervais) d'Héraclée Pontique.